# Ornithocephalus ecuadorensis
Ornithocephalus ecuadorensis là một loài thực vật có hoa trong họ Lan. Loài này được (Garay) Toscano & Dressler mô tả khoa học đầu tiên năm 2000.